# JGC Corporation
JGC Corporation, precedentemente Japan Gasoline Co., è una società di ingegneria globale con sede a Yokohama, in Giappone. La società è stata fondata il 25 ottobre 1928. Nel 1976, ha cambiato il suo nome originale da Japan Gasoline Co. a JGC Corp.

## Settori
La società si occupa di progettazione e costruzione di opere. Tra i settori maggiori vi sono la progettazione e costruzione di opere per la raffinazione del petrolio, gas naturale, impiantistica, desalinizzazione dell'acqua, ricerca e vendita di combustibili fossili.